# La città si difende
La città si difende италијански је црно-бели филм из 1951. године. Режирао га је Пјетро Ђерми, а сценарио су писали Федерико Фелини и Ђузепе Манђоне. По жанру представља комбинацију драме и криминалистичког филма.

## Радња
Протагонисти су четири познаника који за време фудбалских утакмица опљачкају благајну на стадиону, а затим се раздвајају, свако са својим уделом од плена. Радња прати њихове напоре да избегну хапшење од стране полиције, а како није реч о професионалним лоповима, њихово бекство постаје теже и компликованије. Филм је премијерно приказан на венецијанској Мостри где је добио награду за најбољи домаћи филм.

## Улоге
| Глумац           | Улога           |
| ---------------- | --------------- |
| Ђина Лолобриђида | Данијела        |
| Ренато Балдини   | Паоло           |
| Косета Греко     | Лина            |
| Пол Милер        | Гвидо           |
| Енцо Мађо        | Алберто         |
| Фаусто Тоци      | Луиђи           |
| Тамара Лес       | Тамара          |
| Ема Барон        | Албертова мајка |